# Euphorbia filipes
Euphorbia filipes är en törelväxtart som beskrevs av George Bentham. Euphorbia filipes ingår i släktet törlar, och familjen törelväxter. Inga underarter finns listade i Catalogue of Life.